# Estación Joaquín
Estación Joaquín es una localidad del estado mexicano de Guanajuato. Es parte del municipio de Abasolo.

## Demografía
| Gráfica de evolución demográfica |
|                                  |

| Censo | Población |
| ----- | --------- |
| 1900  | 392       |
| 1910  | 507       |
| 1921  | 318       |
| 1930  | 394       |
| 1940  | 570       |
| 1950  | 499       |
| 1960  | 892       |
| 1970  | 1 365     |
| 1980  | 1 447     |
| 1990  | 1 927     |
| 2000  | 1 927     |
| 2010  | 1 960     |
| 2020  | 2 125     |